# Rodeo (San Juan)
Rodeo (también conocida como Rodeo - Colola) es la localidad cabecera del departamento Iglesia, ubicada en el noroeste de la provincia de San Juan, Argentina. Se trata de una localidad que ha experimentado un importante crecimiento turístico, con presencia de una importante infraestructura de alojamiento, siendo uno de los principales atractivos de la provincia sanjuanina.
Su principal vía de comunicación es la RN 150, una ruta que la convertiría en una localidad componente del futuro corredor biocéanico, tras la construcción de un túnel en el Paso de Agua Negra, conectándola con el extremo noreste de la provincia, el centro del país y los puertos de Coquimbo en Chile y Porto Alegre en Brasil.

## Geografía

### Población
Cuenta con 2393 habitantes (Indec, 2001), lo que representa un incremento del 50,4% frente a los 1591 habitantes (Indec, 2001) del censo anterior. Estas cifras incluyen a la localidad de Colola.

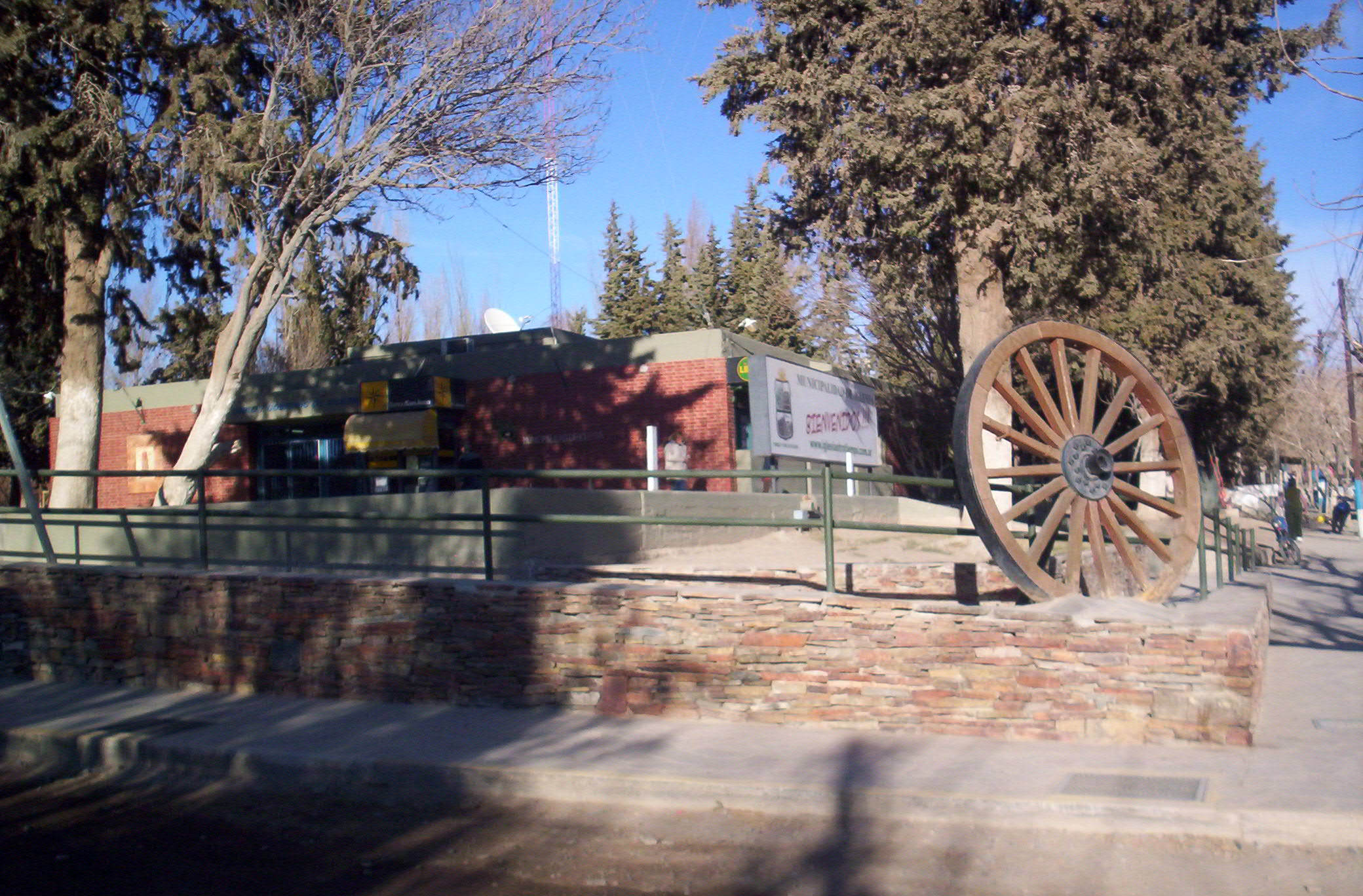
Vista del edificio de la municipalidad de Iglesia, ubicado en Rodeo.

### Aspecto y posición
El entorno que circunda a Rodeo es de importantes cadenas montañosas, está emplazada en los altos valles, casi al pie de la Cordillera de los Andes, (Valle de Iglesia).
La localidad de Rodeo se encuentra posicionada en el noroeste de la provincia de San Juan, en la parte sureste del departamento Iglesia.

### Clima
Su clima se caracteriza por tener veranos moderados condicionados por la altitud e invienos fríos e intensos acompañados de nevadas con cierta frecuencia durante los meses invernales. Tomando en consideración los datos climatológicos en el Periodo 1969 -1994, la temperatura mínima absoluta registrada fue de -14 °C bajo cero y la máxima absoluta 36 °C, verificándose mínimas por debajo de los 0 grados de marzo a noviembre.
| Parámetros climáticos promedio de Rodeo (San Juan) - Normales : 1969-1994 - Extremos : 1969-1994                            | Parámetros climáticos promedio de Rodeo (San Juan) - Normales : 1969-1994 - Extremos : 1969-1994 | Parámetros climáticos promedio de Rodeo (San Juan) - Normales : 1969-1994 - Extremos : 1969-1994 | Parámetros climáticos promedio de Rodeo (San Juan) - Normales : 1969-1994 - Extremos : 1969-1994 | Parámetros climáticos promedio de Rodeo (San Juan) - Normales : 1969-1994 - Extremos : 1969-1994 | Parámetros climáticos promedio de Rodeo (San Juan) - Normales : 1969-1994 - Extremos : 1969-1994 | Parámetros climáticos promedio de Rodeo (San Juan) - Normales : 1969-1994 - Extremos : 1969-1994 | Parámetros climáticos promedio de Rodeo (San Juan) - Normales : 1969-1994 - Extremos : 1969-1994 | Parámetros climáticos promedio de Rodeo (San Juan) - Normales : 1969-1994 - Extremos : 1969-1994 | Parámetros climáticos promedio de Rodeo (San Juan) - Normales : 1969-1994 - Extremos : 1969-1994 | Parámetros climáticos promedio de Rodeo (San Juan) - Normales : 1969-1994 - Extremos : 1969-1994 | Parámetros climáticos promedio de Rodeo (San Juan) - Normales : 1969-1994 - Extremos : 1969-1994 | Parámetros climáticos promedio de Rodeo (San Juan) - Normales : 1969-1994 - Extremos : 1969-1994 | Parámetros climáticos promedio de Rodeo (San Juan) - Normales : 1969-1994 - Extremos : 1969-1994 |
| Mes | Ene.                                                                                             | Feb.                                                                                             | Mar.                                                                                             | Abr.                                                                                             | May.                                                                                             | Jun.                                                                                             | Jul.                                                                                             | Ago.                                                                                             | Sep.                                                                                             | Oct.                                                                                             | Nov.                                                                                             | Dic.                                                                                             | Anual                                                                                            |
| --- | ------------------------------------------------------------------------------------------------ | ------------------------------------------------------------------------------------------------ | ------------------------------------------------------------------------------------------------ | ------------------------------------------------------------------------------------------------ | ------------------------------------------------------------------------------------------------ | ------------------------------------------------------------------------------------------------ | ------------------------------------------------------------------------------------------------ | ------------------------------------------------------------------------------------------------ | ------------------------------------------------------------------------------------------------ | ------------------------------------------------------------------------------------------------ | ------------------------------------------------------------------------------------------------ | ------------------------------------------------------------------------------------------------ | ------------------------------------------------------------------------------------------------ |
| Temp. máx. abs. (°C) | 35.5                                                                                             | 34.5                                                                                             | 33.5                                                                                             | 32.5                                                                                             | 31.4                                                                                             | 29.9                                                                                             | 29.9                                                                                             | 30.5                                                                                             | 34.6                                                                                             | 34.5                                                                                             | 35.8                                                                                             | 36.0                                                                                             | 36.0                                                                                             |
| Temp. máx. media (°C) | 27.6                                                                                             | 26.9                                                                                             | 25.3                                                                                             | 23.1                                                                                             | 21.9                                                                                             | 16.8                                                                                             | 17.4                                                                                             | 19.3                                                                                             | 21.0                                                                                             | 24.7                                                                                             | 26.0                                                                                             | 27.9                                                                                             | 23.2                                                                                             |
| Temp. media (°C) | 23.0                                                                                             | 21.8                                                                                             | 17.9                                                                                             | 14.2                                                                                             | 12.1                                                                                             | 8.0                                                                                              | 7.9                                                                                              | 9.8                                                                                              | 13.7                                                                                             | 17.2                                                                                             | 19.9                                                                                             | 22.7                                                                                             | 15.7                                                                                             |
| Temp. mín. media (°C) | 11.1                                                                                             | 10.1                                                                                             | 6.9                                                                                              | 4.5                                                                                              | 1.6                                                                                              | -1.7                                                                                             | -1.6                                                                                             | 0.0                                                                                              | 2.5                                                                                              | 6.5                                                                                              | 9.1                                                                                              | 12.1                                                                                             | 5.1                                                                                              |
| Temp. mín. abs. (°C) | -1.0                                                                                             | 1.1                                                                                              | -2.0                                                                                             | -5.0                                                                                             | -9.4                                                                                             | -14.0                                                                                            | -12.4                                                                                            | -13.0                                                                                            | -10.0                                                                                            | -6.5                                                                                             | -1.0                                                                                             | 0.1                                                                                              | -14.0                                                                                            |
| Fuente: *Secretaría de Minería: Estación Meteorológica SMN Rodeo (San Juan) - Datos Período 1969-1994.</ promedio 1969-1994 |                                                                                                  |                                                                                                  |                                                                                                  |                                                                                                  |                                                                                                  |                                                                                                  |                                                                                                  |                                                                                                  |                                                                                                  |                                                                                                  |                                                                                                  |                                                                                                  |                                                                                                  |

## Turismo
Rodeo, uno de los principales atractivos de la provincia de San Juan, se encuentra ubicada a 195 kilómetros de la ciudad de San Juan, una de las localidades más importantes de la zona norte, después de San José de Jáchal. En ella se desarrolla una actividad comercial a lo largo de la de calle principal. Entre los principales sitios para visitar esta, la iglesia de Santo Domingo de Guzmán (con su característico estilo post-colonial) y el Museo Arqueológico son algunos de los puntos clave del circuito urbano. Las alamedas (importantes plantaciones de álamo), caracterizan a la localidad, brindando una bella vista, sombra en el verano y proporcionan una colorida vista dorada en el otoño.
Rodeo es un bello poblado que invita a realizar caminatas, cabalgatas, acampes, deportes náuticos y pesca; además de turismo histórico, religioso y rural. Durante los primeros días de enero, se realiza en Rodeo la “Fiesta provincial de la Semilla y la Manzana”, de corte gauchesco con ranchos típicos, números artísticos, carrusel y elección de la reina.

## Véase también

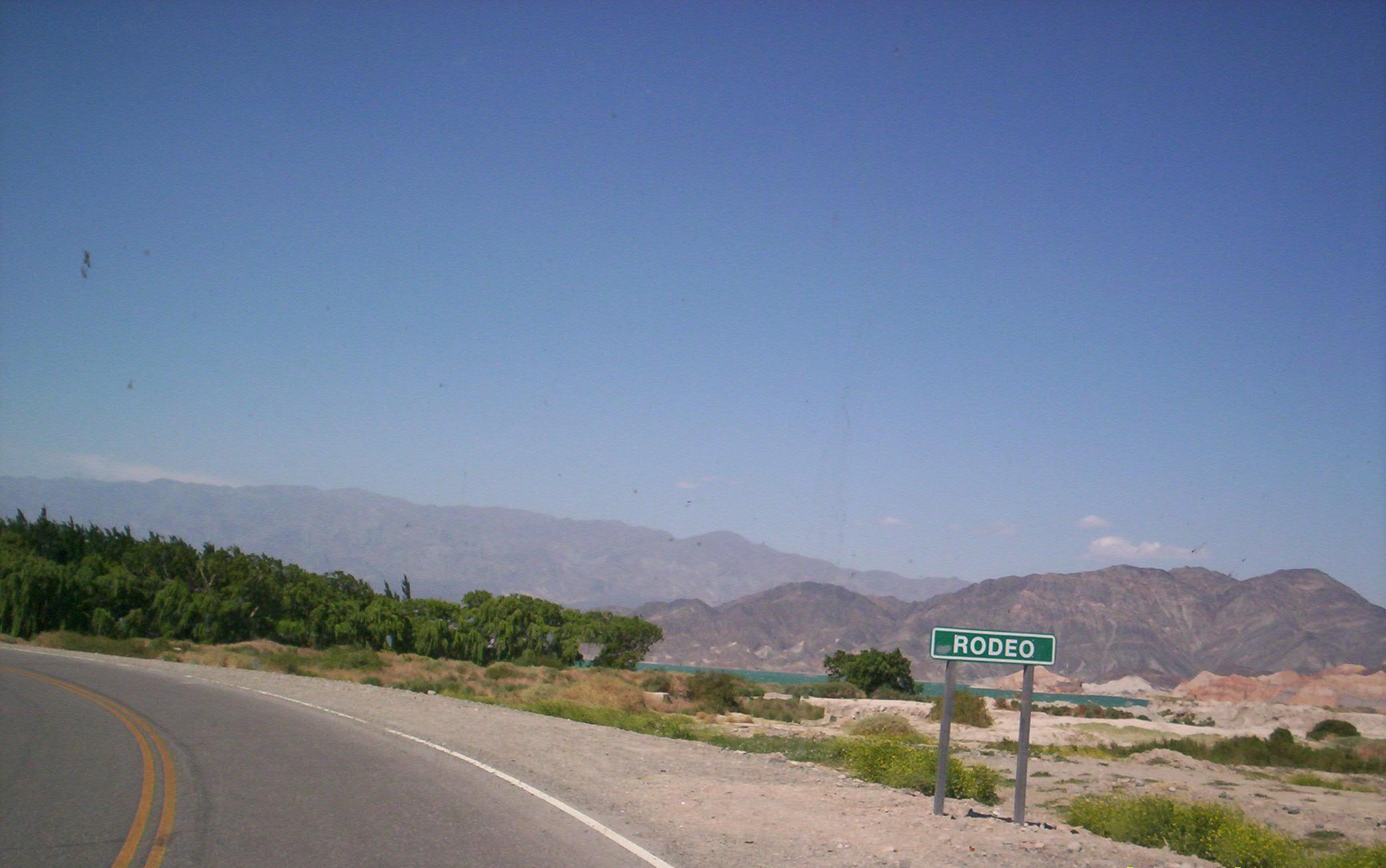
Entrada a la localidad por la Ruta Nacional 150.

## Parroquias de la Iglesia católica en Rodeo
| Arquidiócesis | San Juan de Cuyo        |
| ------------- | ----------------------- |
| Parroquia     | Santo Domingo de Guzmán |